# Chris Jones (basket-ball, 1991)
Pour les articles homonymes, voir Chris Jones et Jones.
Ne doit pas être confondu avec Chris Jones (basket-ball, 1993).
Chris Jones, né le 3 juillet 1991, à Memphis, aux États-Unis, est un joueur américain de basket-ball. Il évolue au poste de meneur.

## Palmarès et distinctions

### Distinctions personnelles
- 1 fois joueur de la semaine en championnat de Belgique[1].